# Équipe cycliste Sovac
L'équipe cycliste Natura4Ever-Sovac (officiellement Team Sovac) est une équipe algérienne de cyclisme sur route professionnelle ayant le statut d'équipe continentale depuis 2018. Elle est créée sous le nom de Naturablue en 2017 par l'ancien cycliste belge Geoffrey Coupé sous la forme d'une équipe de club belge, succédant à Veranclassic-Ago.

## Histoire de l'équipe

### 2017
À la suite de la disparition de l'équipe continentale belge Veranclassic-Ago à la fin de la saison 2016, une équipe de club dénommée Naturablue est créée par l'ancien cycliste Geoffrey Coupé.

### 2018
Pour la saison 2018, l'équipe de club devient continentale, acquiert une licence algérienne, et change de nom pour devenir Sovac-Natura4Ever. Son effectif est profondément renouvelé.

## Principales victoires

### Courses par étapes
- Tour de Tunisie : 2017 (Matthias Legley)
- Tour de la Pharmacie Centrale : 2018 (Gaetan Bille)
- Tour International de la Wilaya d'Oran : 2018 (Laurent Evrard)
- Tour du Maroc : 2019 (Laurent Evrard)

### Championnats nationaux
- Championnats d'Algérie sur route : 1
  - Course-en-ligne : 2019 (Abderrahmane Bechlaghem)

## Classements UCI
Depuis 2018, l'équipe participe aux différents circuits continentaux et en particulier l'UCI Europe Tour. Le tableau ci-dessous présente les classements de l'équipe sur ces circuits, ainsi que son meilleur coureur au classement individuel.
UCI Africa Tour
| Saison | Classement par équipes | Meilleur coureur au classement individuel |
| ------ | ---------------------- | ----------------------------------------- |
| 2018   | 1re                    | Youcef Reguigui (2e)                      |
| 2019   | 2e                     | Nassim Saidi (19e)                        |

UCI Asia Tour
| Saison | Classement par équipes | Meilleur coureur au classement individuel |
| ------ | ---------------------- | ----------------------------------------- |
| 2018   | 87e                    | Davide Rebellin (356e)                    |

UCI Europe Tour
| Saison | Classement par équipes | Meilleur coureur au classement individuel |
| ------ | ---------------------- | ----------------------------------------- |
| 2018   | 105e                   | Alexander Geuens (582e)                   |

## Sovac en 2019
| Cycliste                | Date de naissance | Nationalité | Équipe 2018                |  |
| ----------------------- | ----------------- | ----------- | -------------------------- |  |
| Samy Aurignac           | 21 décembre 1992  | France      | Martigues SC-Drag Bicycles |  |
| Abderrahmane Bechlaghem | 6 juillet 1995    | Algérie     | AS Sûreté nationale        |  |
| Boualem Belmokhtar      | 11 mars 1993      | Algérie     | Sovac-Natura4Ever          |  |
| Mohamed Bouzidi         | 6 mai 1995        | Algérie     | Sovac-Natura4Ever          |  |
| Laurent Évrard          | 22 septembre 1990 | Belgique    | Sovac-Natura4Ever          |  |
| Abderrahmane Hamza      | 19 février 1992   | Algérie     | Sovac-Natura4Ever          |  |
| Ayoub Karrar            | 2 mars 1993       | Algérie     | Sovac-Natura4Ever          |  |
| Abderrahmane Mansouri   | 23 juillet 1997   | Algérie     | Sharjah Team               |  |
| Hamza Mansouri          | 13 avril 1999     | Algérie     | Sovac-Natura4Ever          |  |
| Islam Mansouri          | 23 juillet 1997   | Algérie     | Sovac-Natura4Ever          |  |
| Hichem Mokhtari         | 11 décembre 1996  | Algérie     | Sovac-Natura4Ever          |  |
| Davide Rebellin         | 9 août 1971       | Italie      | Sovac-Natura4Ever          |  |
| Nassim Saidi            | 9 décembre 1994   | Algérie     | AS Sûreté nationale        |  |

### Victoires
| Date       | Course                              | Pays    | Classe | Vainqueur               |
| ---------- | ----------------------------------- | ------- | ------ | ----------------------- |
| 23/03/2019 | 2e étape du Tour d'Égypte           | Égypte  | 2.2    | Nassim Saidi            |
| 7/04/2019  | 3e étape du Tour du Maroc           | Maroc   | 2.2    | Laurent Évrard          |
| 14/04/2019 | Classement général du Tour du Maroc | Maroc   | 2.2    | Laurent Évrard          |
| 20/07/2019 | Championnats d'Algérie sur route    | Algérie | CN     | Abderrahmane Bechlaghem |

## Saisons précédentes
- Sovac-Natura4Ever en 2018